# Eden-Lichtspiele

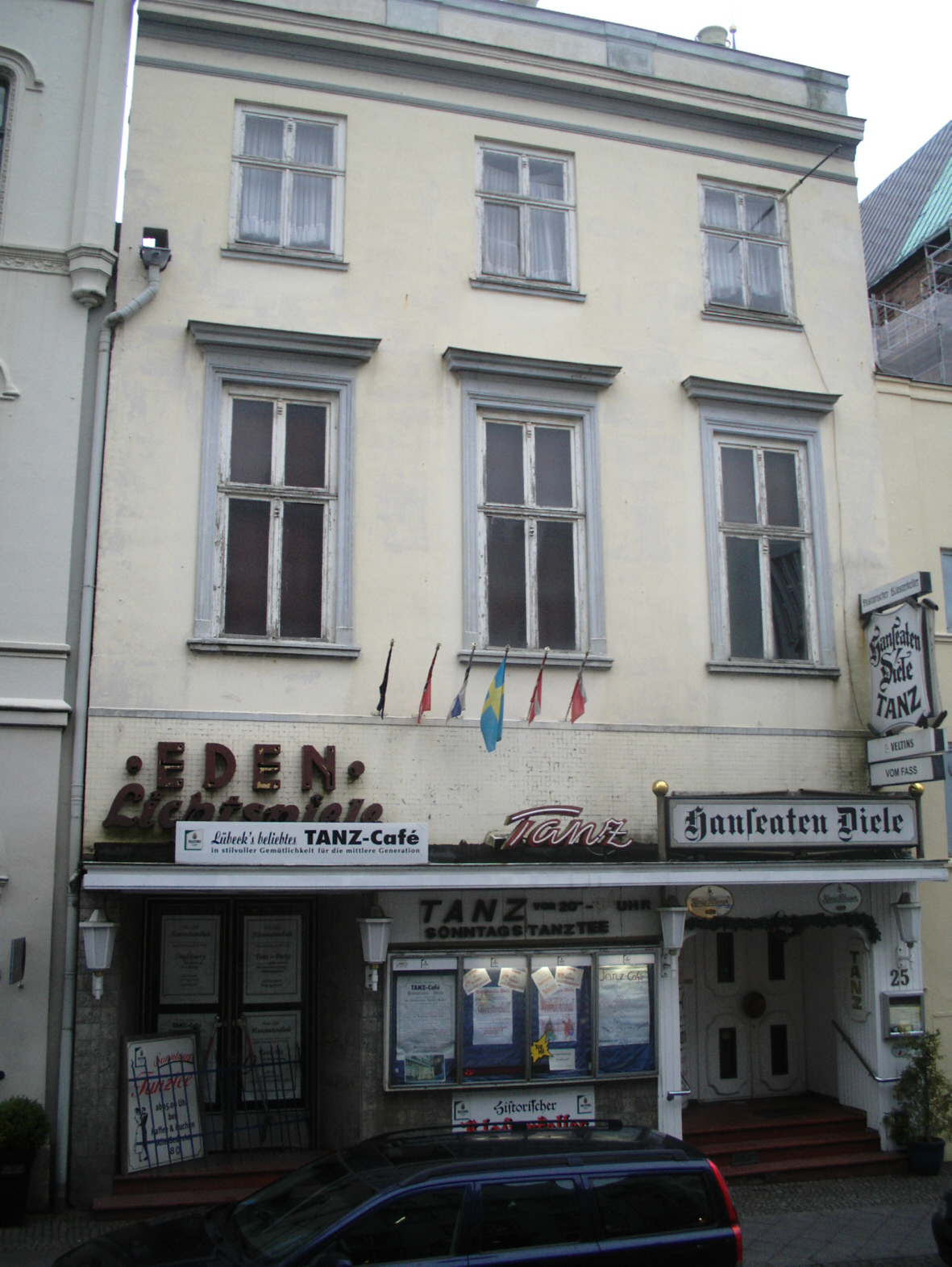
Die Eden-Lichtspiele (2009)

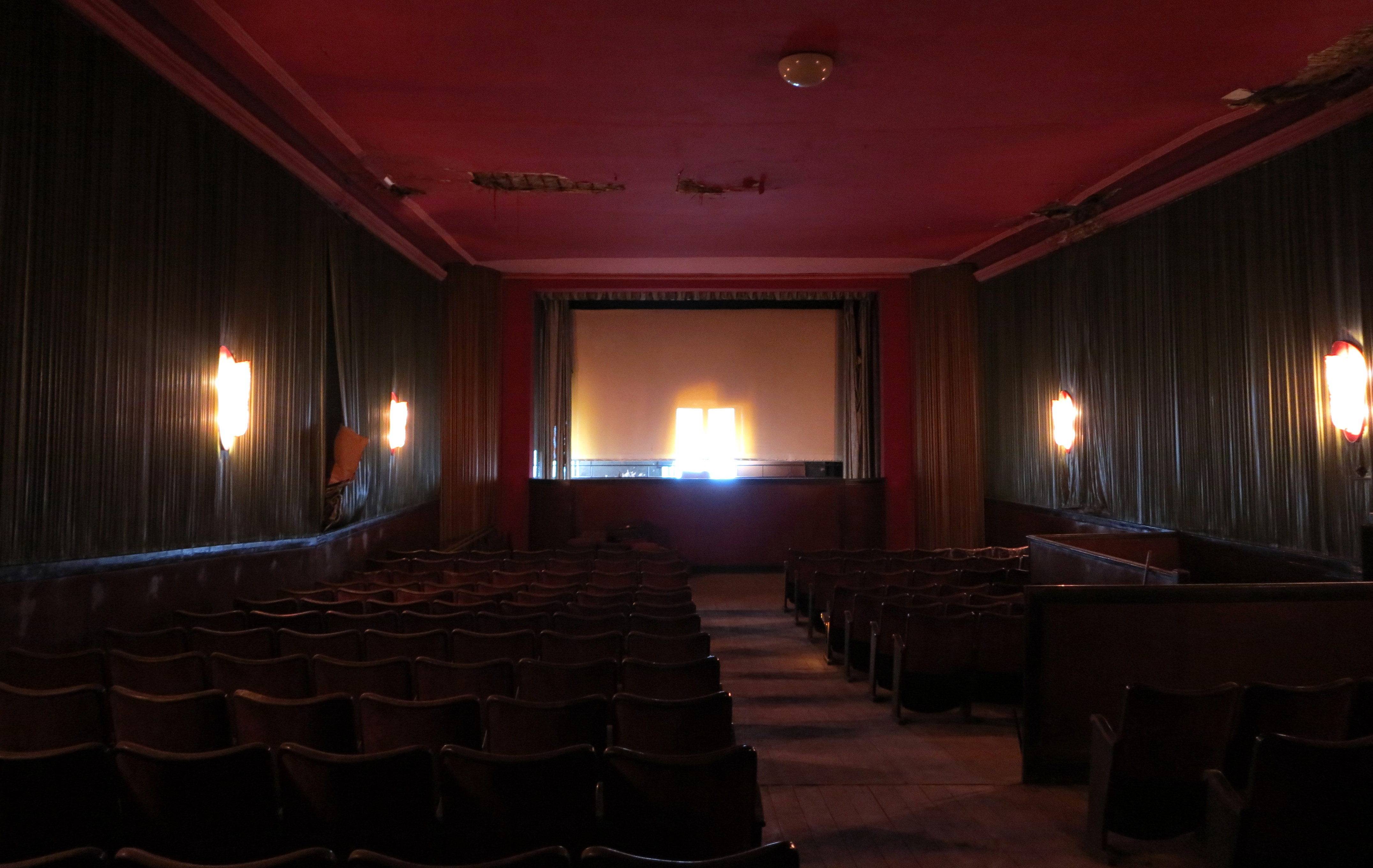
Kinosaal (2013)

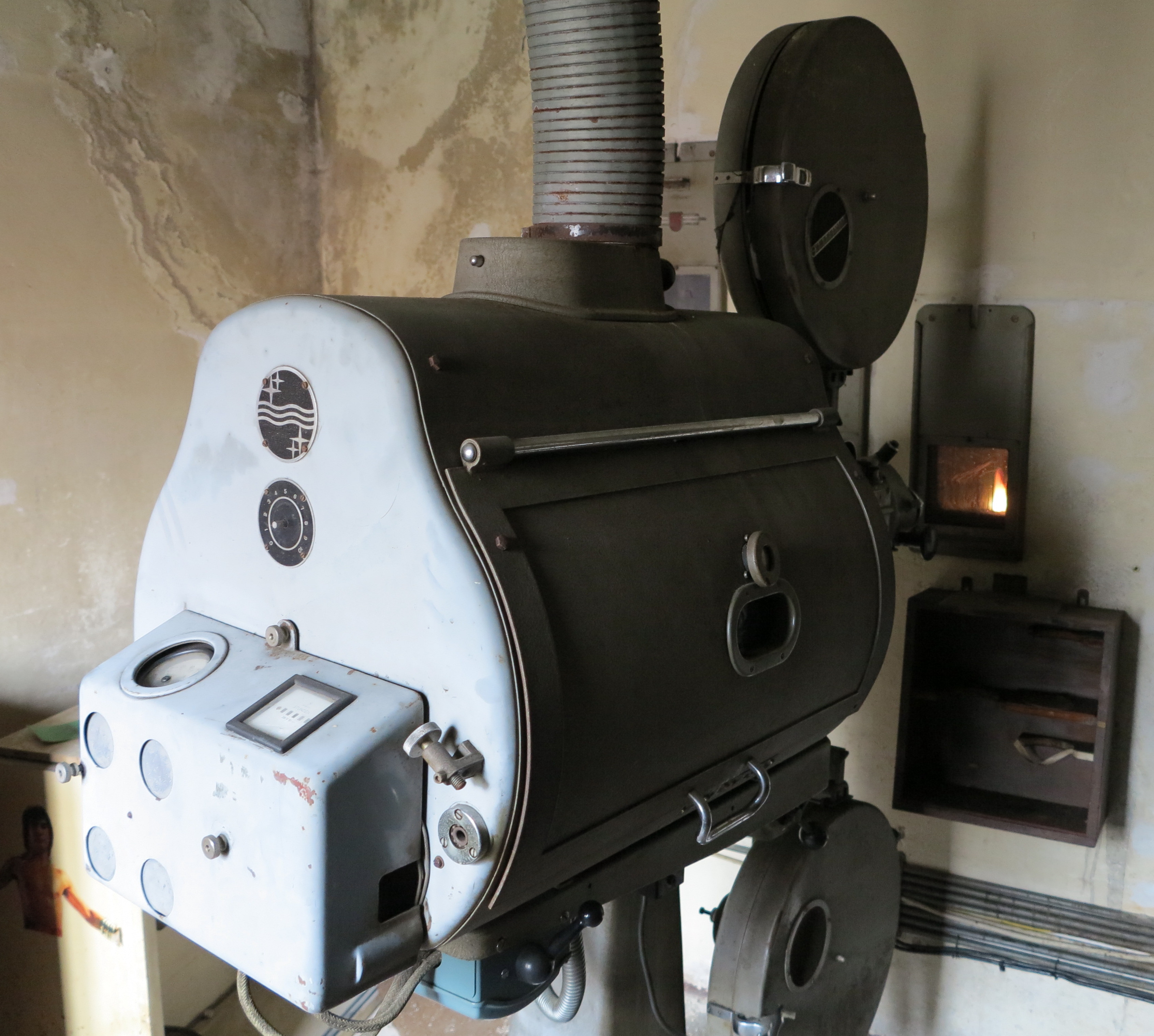
Filmprojektor (2013)

Die Eden-Lichtspiele waren ein Lübecker Kino.

## Volks-Kino Bürgerverein
Das aus dem 13. Jahrhundert stammende Haus in der Königstraße 25 war 1844 durch den Geselligen Verein zu einem Gesellschaftshaus mit einem Veranstaltungssaal für Kammerkonzerte im 1. Stock umgebaut und mit einer klassizistischen Fassade versehen worden. 1907 wurde es das Gesellschaftshaus Bürgerverein.
Über die Jahreswende 1918/1919 baute der Fotograf Erich Dietrich (* 1892; † 1949) den Saal zu einem Kino mit 301 Plätzen um, obwohl die architektonischen Voraussetzungen ungünstig waren: So bemängelte die Feuerpolizei die unzureichenden Fluchtwege und Notausgänge, die über eine wackelige Treppe in einen als Menschenfalle bezeichneten Innenhof führten. Die Genehmigung zum Kinobetrieb wurde nur widerstrebend erteilt; eine befriedigende Lösung des Problems wurde nie gefunden.
Am 22. Mai 1919 eröffnete Dietrich das Volks-Kino Bürgerverein, musste jedoch schon nach wenigen Wochen wegen ausbleibenden Erfolgs wieder schließen.

## Kammer-Lichtspiele
Das Kino wurde von Ernst Furtmiller übernommen, mit einer neuen Inneneinrichtung versehen und am 12. März 1920 unter dem Namen Kammer-Lichtspiele wiedereröffnet. Auch Furtmiller gab bald wieder auf. Nach einer erneuten Renovierung unter einem dritten Besitzer erfolgte am 18. März 1921 eine weitere Wiedereröffnung.
Die Kammer-Lichtspiele brachten keinem Eigentümer dauerhaften Erfolg. Zwischen 1919 und 1932 hatte das Kino insgesamt sechs Besitzer.

## Eden
Anlässlich der Wiedereröffnung nach einem abermaligen Besitzerwechsel erhielt das Kino am 2. November 1928 den Namen Eden. 1932 erwarb der Schweriner August Haase das Lichtspielhaus und ließ es von seiner Tochter Minna Kirch führen. Unter ihrer Leitung wurde das Eden zu einem auf Kriminal- und Abenteuerfilme spezialisierten Kino.
Den Zweiten Weltkrieg überstand das Lichtspieltheater unbeschadet, wurde aber nach Kriegsende von der britischen Besatzungsmacht beschlagnahmt und zum Kino für die in Lübeck lebenden  osteuropäischen Displaced Persons gemacht. Am 21. Juni 1948, dem Tag der Währungsreform, erhielt Minna Kirch das Eden zurückerstattet. Gemeinsam mit dem Niederländer Bernhard Kuyper führte sie den Betrieb mit Schwerpunkt auf Abenteuer- und Westernfilmen weiter.
Da die Kündigung des Pachtvertrags absehbar war und Sicherheitsmängel eine Renovierung notwendig machten, trennte sich Minna Kirch im Frühjahr 1951 vom Eden, um auf einem wenige Häuser entfernt gelegenen Grundstück das völlig neue City zu bauen. Das Eden wurde vom Lübecker Architekten Helmuth Ehrich übernommen, der einige Jahre zuvor die Umbaupläne für die Burgtor-Lichtspiele entwickelt hatte. Im Sommer 1951 wurde das Eden nach dem Abschluss der Renovierungsarbeiten wiedereröffnet.
Nach dem Tode Helmuth Ehrichs verpachtete sein Sohn Manfred das Kino 1975 an die Kinobetreiber Albert Kieft und Wilhelm Grießhammer. Mittlerweile gehörten neben Western und Actionfilmen vorwiegend Sexfilme sowie Pornofilme zum Programm des Eden.
Vom Sommer 1979 bis Ende 1981 war das Lichtspielhaus als eden-programm-kino Programmkino für künstlerisch wertvolle Filme, Retrospektiven und die Vorstellungen des nichtkommerziellen Arbeitskreises Kino. Wegen der unzureichenden technischen Ausstattung und der unbefriedigenden finanziellen Ergebnisse wurde das Programmkinoangebot nach zwei Jahren auf einige Tage der Woche reduziert, während an den übrigen Tagen wieder Sexfilme und Western liefen.
Anfang 1985 stellten Kieft und Grießhammer noch vor Ablauf des Pachtvertrages den Betrieb der Eden-Lichtspiele ein. Das seit 1968 denkmalgeschützte Gebäude wurde 2016 verkauft. Die Einrichtung des Filmvorführraumes wurde einem Museum übergeben; die Kinostühle wurden verkauft. Eine Reaktivierung des Kinos ist von den neuen Eigentümern mangels Wirtschaftlichkeit nicht geplant.